# District de Sifang
Le district de Sifang (四方区 ; pinyin : Sìfāng Qū) est une subdivision administrative de la province du Shandong en Chine. Il est placé sous la juridiction de la ville sous-provinciale de Qingdao.